# Namysłów
Namysłówⓘ (em latim: Namislavia, em alemão: Namslau, em silesiano: Namysłōw) é um município no sudoeste da Polônia, na voivodia de Opole, no condado de Namysłów e é sede da comuna urbano-rural de Namysłów. Historicamente, está localizado na Baixa Silésia, na Planície Oleśnica, que faz parte da planície silesiana. O rio Widawa e seus afluentes menores fluem por ele.
Nos anos de 1975 a 1998, o município pertencia administrativamente à antiga voivodia de Opole.
Estende-se por uma área de 22,6 km², com 16 776 habitantes, segundo o censo de 31 de dezembro de 2024, com uma densidade populacional de 742 hab./km².

## Toponímia

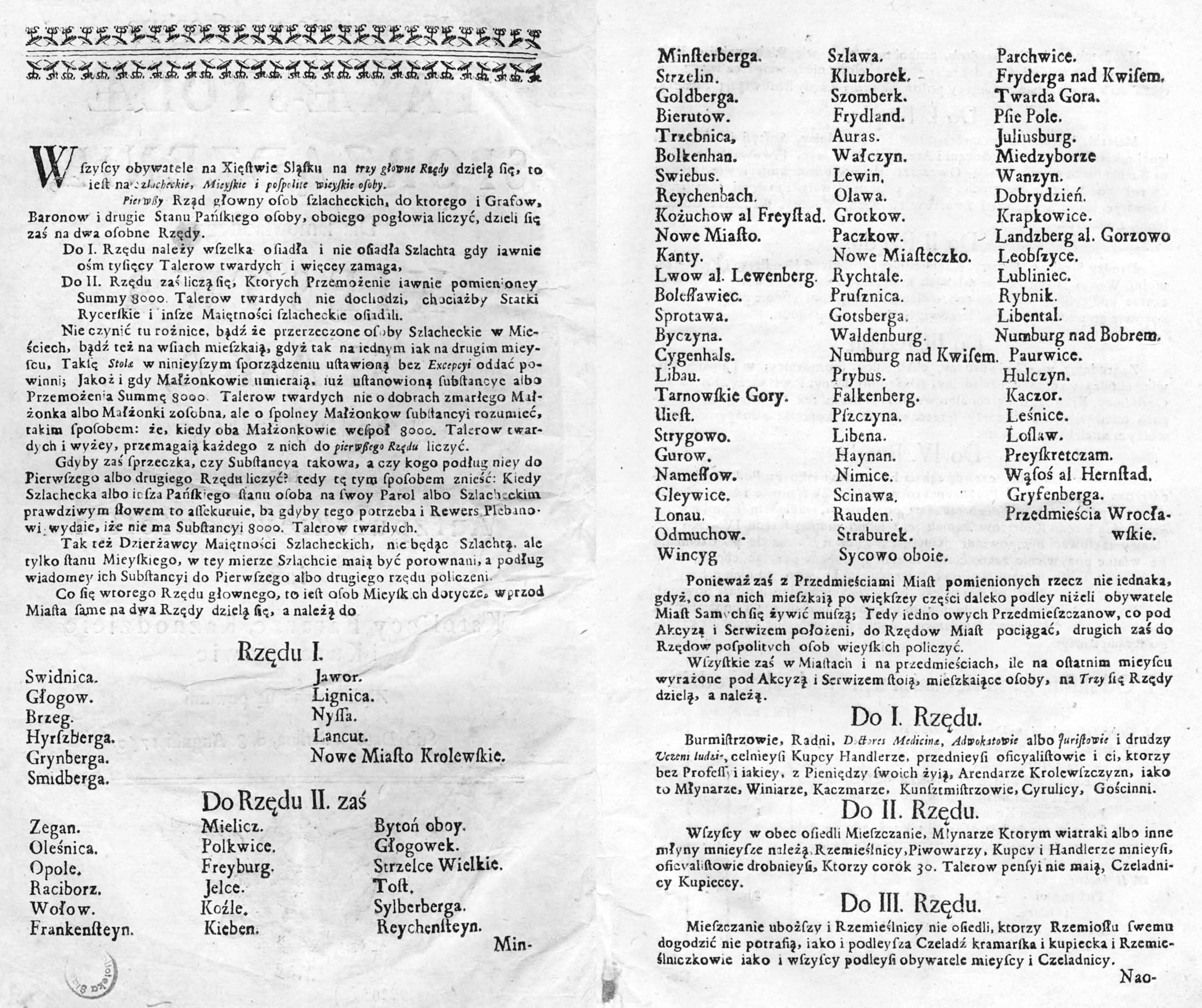
O nome da cidade de Namysłów entre outros nomes de cidades da Silésia em um documento oficial prussiano de 1750 emitido em polonês em Berlim.

Etimologicamente, o nome da cidade está relacionado ao antropônimo Namysł. A cidade foi mencionada na forma latinizada Namislavia em um documento latino de 1312 publicado em Głogów. No livro latino Liber fundationis episcopatus Vratislaviensis (O livro da fundação do episcopado de Breslávia) escrito durante os tempos do bispo Henryk de Wierzbno nos anos 1295–1305, o lugar é mencionado na forma latina de Namislavia. Em 1613, o regionalista e historiador da Silésia Mikołaj Henel, de Prudnik, mencionou a cidade em seu trabalho sobre a geografia da Silésia intitulado Silesiographia dando seu nome em latim: Namslavia
Já em 1750, o nome "Namysłów" foi mencionado em polonês por Frederico II da Prússia, entre outras cidades da Silésia, em uma ordem oficial emitida para os habitantes da Silésia. Na lista alfabética de lugares na Silésia, publicada em 1830 em Breslávia por Johann G. Knie, o lugar aparece sob os nomes de Namslau, Namzlav e Namislow.
O nome de Namysłów no livro “Um Breve Esboço da Geografia da Silésia para a Ciência Inicial” publicado em Głogówek em 1847 foi mencionado pelo escritor silesiano Józef Lompa. O Dicionário Geográfico do Reino da Polônia publicado nos anos de 1880 a 1906 registra o nome da cidade sob o nome polonês de Namysłów e o nome alemão de Namslau.
O nome atual foi aprovado administrativamente em 7 de maio de 1946.

## Geografia

### Localização
A cidade está localizada no sudoeste da Polônia, nos limites históricos da Baixa Silésia, na voivodia de Opole, na planície Oleśnica. O rio Widawa (um afluente do rio Óder) atravessa as fronteiras administrativas da cidade. Namysłów está situada a uma altitude de 137 m acima do nível do mar.

### Clima
Conforme a classificação climática de Köppen-Geiger, Namysłów situa-se na zona Cfb − clima temperado oceânico. Na cidade de Namysłów, a temperatura média anual é de 9,7° C. Nesta área, a precipitação média anual é de 704 mm. Está localizada no Hemisfério Norte. Os meses de verão são: junho, julho, agosto, setembro. O mês mais seco é fevereiro, com 44 mm de precipitação. O mês mais quente do ano é julho, com temperatura média de 20 °C. A temperatura média mais baixa do ano ocorre em janeiro e é de aproximadamente -1,1 °C.
Com média de 99 mm, a maior precipitação ocorre no mês de julho. A diferença de precipitação entre o mês mais seco e o mais úmido é de 57 mm. A variação de temperatura durante o ano é de 21,1 °C. O mês com a maior umidade relativa é novembro (84%). O mês com a menor umidade relativa é junho (64%). O mês com o maior número de dias de chuva é julho (10 dias) e o de menor número é abril (7 dias).
| Dados climatológicos para Namysłów | Dados climatológicos para Namysłów | Dados climatológicos para Namysłów | Dados climatológicos para Namysłów | Dados climatológicos para Namysłów | Dados climatológicos para Namysłów | Dados climatológicos para Namysłów | Dados climatológicos para Namysłów | Dados climatológicos para Namysłów | Dados climatológicos para Namysłów | Dados climatológicos para Namysłów | Dados climatológicos para Namysłów | Dados climatológicos para Namysłów | Dados climatológicos para Namysłów |
| Mês | Jan                                | Fev                                | Mar                                | Abr                                | Mai                                | Jun                                | Jul                                | Ago                                | Set                                | Out                                | Nov                                | Dez                                | Ano                                |
| --- | ---------------------------------- | ---------------------------------- | ---------------------------------- | ---------------------------------- | ---------------------------------- | ---------------------------------- | ---------------------------------- | ---------------------------------- | ---------------------------------- | ---------------------------------- | ---------------------------------- | ---------------------------------- | ---------------------------------- |
| Temperatura máxima média (°C) | 1,4                                | 3,3                                | 7,9                                | 14,4                               | 19,1                               | 22,4                               | 24,3                               | 24,2                               | 19,4                               | 13,6                               | 8,1                                | 3,2                                | 13,4                               |
| Temperatura média (°C) | −1,1                               | 0,1                                | 3,8                                | 9,6                                | 14,5                               | 18,1                               | 20,0                               | 19,7                               | 15,0                               | 10,0                               | 5,3                                | 1,0                                | 9,6                                |
| Temperatura mínima média (°C) | −3,7                               | −3,0                               | −0,3                               | 4,4                                | 9,3                                | 13,0                               | 15,1                               | 14,8                               | 10,8                               | 6,6                                | 2,7                                | −1,4                               | 5,7                                |
| Precipitação (mm) | 50                                 | 42                                 | 53                                 | 45                                 | 66                                 | 74                                 | 99                                 | 64                                 | 64                                 | 49                                 | 48                                 | 50                                 | 704                                |
| Dias com chuva | 9                                  | 8                                  | 9                                  | 7                                  | 9                                  | 9                                  | 10                                 | 8                                  | 8                                  | 8                                  | 7                                  | 8                                  | 100                                |
| Umidade relativa (%) | 83                                 | 81                                 | 75                                 | 67                                 | 65                                 | 64                                 | 66                                 | 65                                 | 71                                 | 78                                 | 84                                 | 83                                 | 73,5                               |
| Insolação (h) | 3,1                                | 4,0                                | 5,6                                | 8,7                                | 10,2                               | 11,0                               | 11,2                               | 10,5                               | 7,6                                | 5,2                                | 3,7                                | 3,0                                | 83,8                               |
| Fonte: Climate-Data.org Dados: 1991−2021: temperatura mínima (°C), temperatura máxima (°C), precipitação (mm), umidade, dias chuvosos. Dados: 1999−2019: horas de sol |                                    |                                    |                                    |                                    |                                    |                                    |                                    |                                    |                                    |                                    |                                    |                                    |                                    |

### Divisão administrativa
Segundo o Registro Oficial Nacional da Divisão Territorial do País, os distritos de Namysłów são:
- Podmiejskie
- Cidade Velha (incorporada a Namysłów em 1 de janeiro de 1951, anteriormente uma cidade independente)[16]

#### Conjuntos habitacionais
Existem seis conjuntos habitacionais em Namysłów: Osiedle n.º I — Osiedle Śródmieście, Osiedle n.º II — Osiedle za Widawą, Osiedle n.º III — Osiedle Majowe, Osiedle n.º IV — Osiedle Ogrodowe, Osiedle n.º V — Osiedle Reymonta e Osiedle n.º VI — Osiedle Leśne.

## História

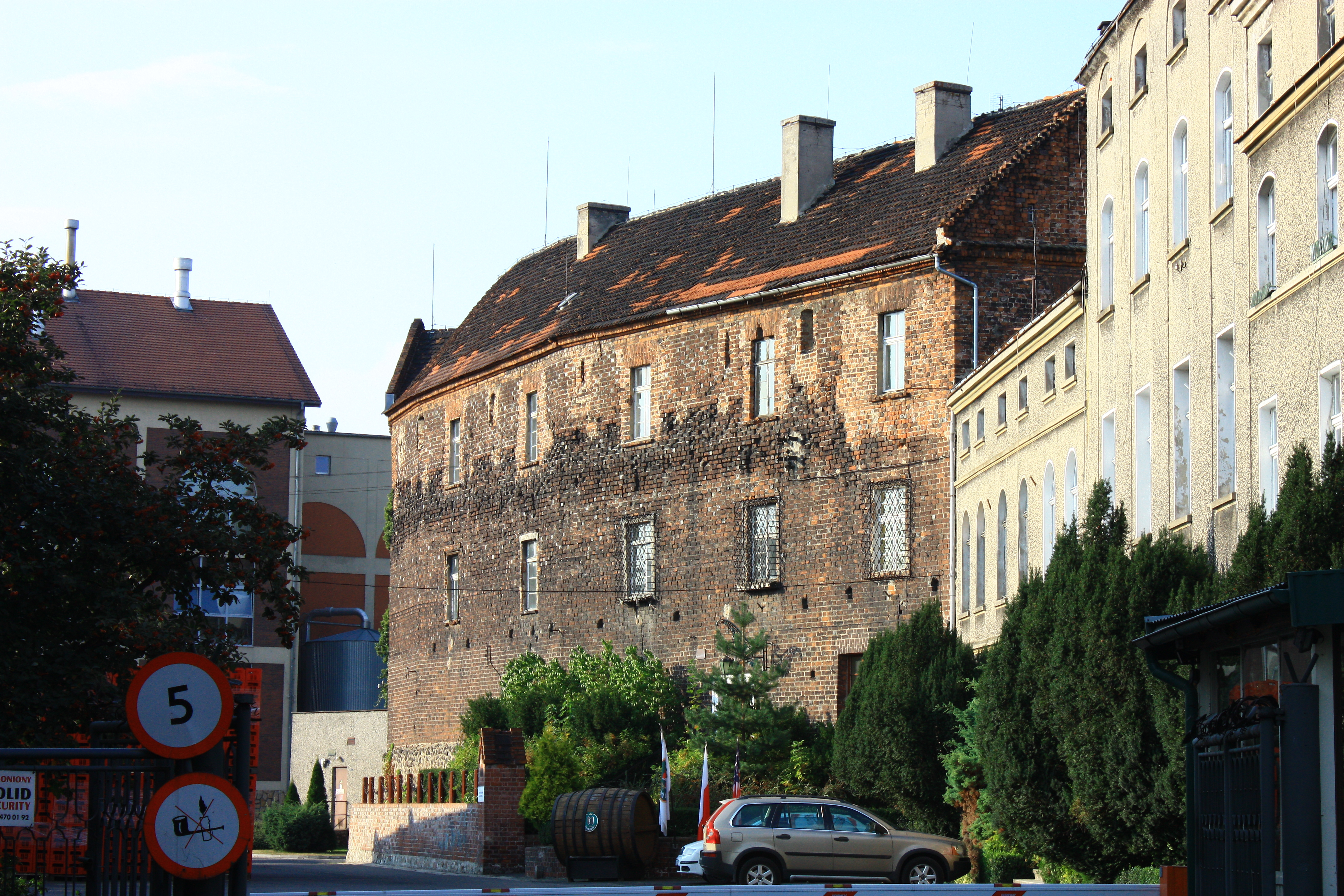
Castelo ducal de 1360

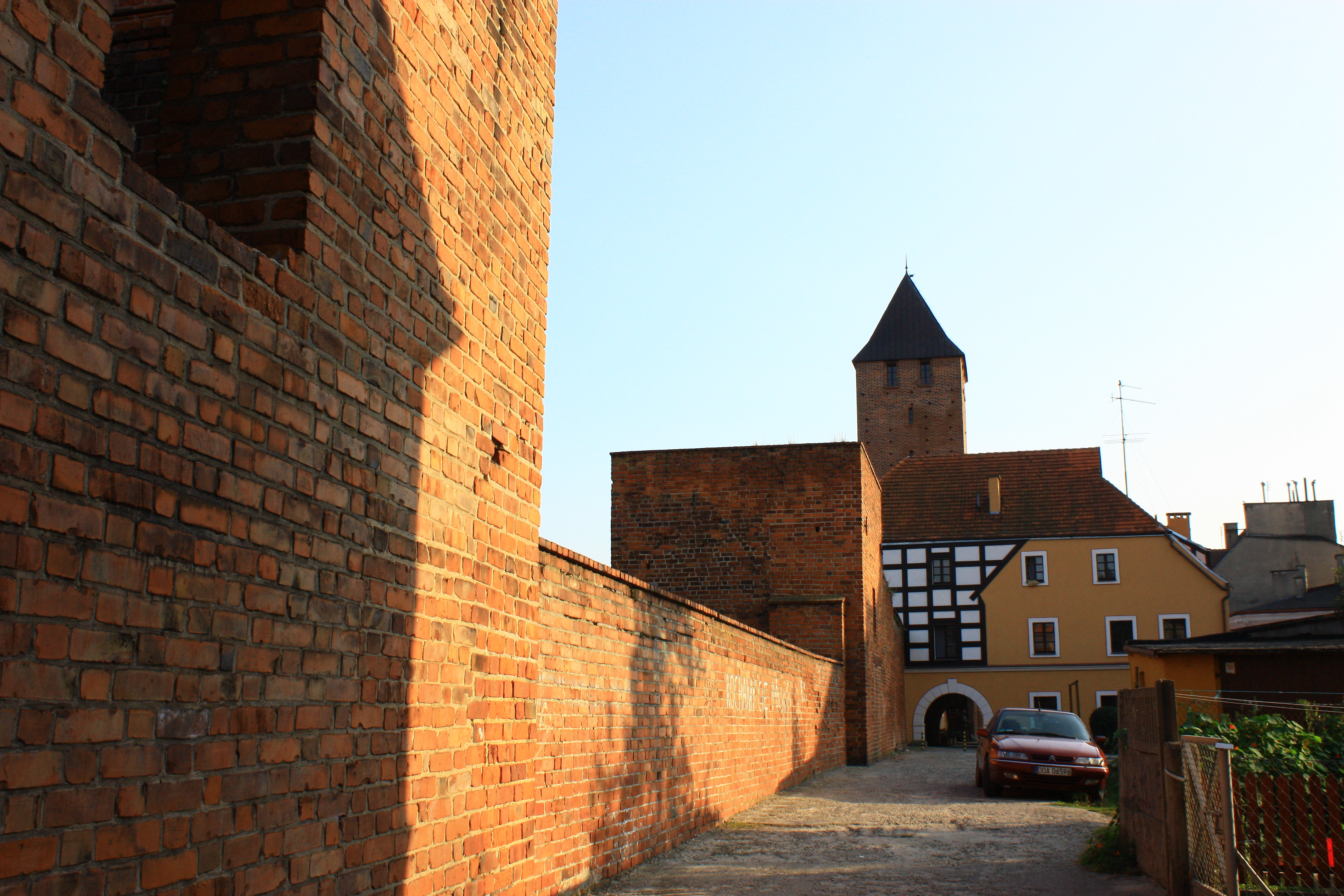
Complexo de muralhas defensivas (1350–1415, século XVII, século XIX)

### Idade Média
A cidade foi fundada no século XIII. A primeira menção historicamente certa dela vem de 19 de junho de 1233. Namysłów recebeu os direitos de cidade por volta de 1249 das mãos do príncipe Henrique III, o Branco.
Nos anos 1294–1309, Namysłów fazia parte do Ducado de Głogów. Em 1312/1313, um principado independente de Namysłów foi fundado, separado das terras do Ducado de Oleśnica, e Conrado I de Oleśnica tornou-se seu governante.
A partir de 1320 ou 1321, ela foi novamente associada ao Ducado de Oleśnica, depois que o Ducado foi assumido por Conrado I. Nos anos de 1323 a 1341, Namysłów fez parte do Ducado de Brzeg e Legnica. Em 9 de maio de 1323, a cidade tornou-se um feudo tcheco. A partir de 1338, um principado independente sob o governo de Venceslau I de Legnica. De cerca de 1340 a 21 de janeiro de 1341, Namysłów foi prometida ao duque de Cieszyn, Casimiro I. Em 30 de setembro de 1341, Boleslau III, o duque de Brzeg e Legnica, prometeu a cidade ao rei polonês, Casimiro III, o Grande.
Os primeiros registros do castelo em Namysłów datam de 1312. Provavelmente era de madeira naquela época, mas talvez depois dessa data o duque de Namysłów começou a construir um circuito defensivo de 8 metros de altura no lugar da antiga fortaleza.
A parte atual da prefeitura de Namysłów foi construída nos anos de 1374 a 1378. Seu principal arquiteto foi Piotr, um mestre pedreiro.
Em 1345, a guerra polaco-tcheca começou entre João da Boêmia e Casimiro III, o Grande. As negociações de paz começaram no final do verão ou no início do outono de 1348. Ambos os lados estavam interessados em concluir a paz, porque Carlos IV se concentrava nos assuntos alemães, e Casimiro pretendia concentrar suas forças na luta pela Rutênia devido à ineficácia dos ataques na Silésia. Em 22 de novembro de 1348, a guerra foi formalmente encerrada com a assinatura do tratado de paz de Namysłów. O tratado não introduziu nenhuma mudança territorial.
Em 1358, os filhos de Boleslau III — Wacław e Ludwik venderam Namysłów ao rei tcheco e ao rei alemão Carlos IV por 3 mil grossos de Praga. Em meados do século XIV, iniciou-se a construção de muralhas defensivas e três portões na cidade e a ampliação do castelo com tijolos.

### Séculos XVI a XX

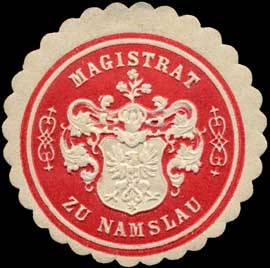
O selo do concelho municipal de Namysłów da virada dos séculos XIX e XX

Namysłów e Breslávia recusaram-se a pagar o tributo feudal a Ladislau V da Hungria, após sua coroação em 1453. Metade dos edifícios da cidade foram destruídos em um incêndio em 1466. Em 1469, Namysłów reconheceu Matias Corvino como seu governante. Em 11 de novembro de 1483, a cidade foi destruída em outro incêndio. A partir de 1490, estava sob o governo de Vladislau II da Hungria e, em seguida, de seu filho Luís II. O comércio em Namysłów foi revivido no final do século XV.
A partir de 1526, a cidade pertenceu à Casa de Habsburgo. Durante a Guerra dos Trinta Anos, foi conquistada pelos suecos.
A Ordem Teutônica comprou o castelo em Namysłów em 1703, permanecendo como seu proprietário até 1810. Em 1741, a cidade ficou sob o domínio do Reino da Prússia. Durante a Guerra dos Sete Anos, foi periodicamente ocupada por austríacos e russos.
Durante as Guerras Napoleônicas em 1806–1807, Namysłów foi ocupada pelos franceses e seus aliados (a cidade foi tomada em dezembro de 1806 pelas tropas bávaras).
Em 1862, ela recebeu uma conexão telegráfica com Breslávia. O próximo passo na comunicação foi a criação da infraestrutura ferroviária — em 1868, foi inaugurada uma linha ferroviária que conectava Namysłów com Breslávia e Kluczbork, em 1889 com Opole e em 1912 com Kępno.

## Após a Primeira Guerra Mundial
Após a Primeira Guerra Mundial, os líderes da população polonesa no condado de Namysłów tomaram medidas para unir esta terra à Polônia. No condado de Namysłów, a atividade de independência polonesa foi conduzida por Wilhelm Wojciech Prokop (de Racibórz), empregado na empresa de Oskar Tietze em Namysłów, que organizou aqui os prisioneiros de guerra da Alta Silésia. Entre os ativistas da independência polonesa estavam a família Karczewski e o pároco de Namysl, Jan Karol Pasternak e o vigário, Jan Szymała. No condado, um importante líder polonês também foi o padre Antoni Robota da paróquia de Włochy (espancado duas vezes por milícias alemãs). A organização POW G.Śl. de Namysłów manteve contato com Opole através de Augustyn Fulek pseudônimo “Sterner”. Esta atividade consistiu na distribuição da imprensa polonesa, especialmente “Der Weisse Adler”. Em 2 de julho de 1919, Prokop foi preso pelas autoridades alemãs e levado para a prisão de Oleśnica. Depois de algum tempo foi liberto graças à defesa do advogado Antoni Rostek de Racibórz, mas nunca mais voltou a Namysłów.

### Período entre guerras
A partir de 1919, Namysłów pertencia à recém-criada província da Baixa Silésia. A província foi liquidada em 1938 e restabelecida em 18 de janeiro de 1941.
Em 1 de julho de 1936, a vila de Böhmwitz (a área das atuais ruas 1 Maja e Kalinowa) foi incorporada a Namysłów e era habitada por 232 pessoas.
Durante a Noite dos Cristais em 9 e 10 de novembro de 1938, milícias nazistas devastaram o interior da sinagoga construída em 1856 em Namysłów. O próprio edifício sobreviveu, por ser parte de um edifício compacto.

### Segunda Guerra Mundial
Durante a Segunda Guerra Mundial, havia em Namysłów um subcampo do Campo de concentração de Gross-Rosen e vários campos menores de trabalhos forçados. Trabalhadores de várias nacionalidades, entre outros, trabalhavam na fábrica da Elektroakustik no Parque norte, na fábrica de processamento de batata fundada em 1939–1941 na rua Łączańska e na cervejaria de Haselbach. Os quartéis dos campos, no que lhe concerne, estavam localizados nas atuais ruas 1 Maja, Jagiellońska, Oławska, Skłodowskiej-Curie, Żwirki e Wigury.
Entre os trabalhadores forçados e prisioneiros de guerra havia muitos soldados do Exército da Pátria. Nos anos de 1942–1944, as estruturas locais do Exército da Pátria foram geridas pelo tenente Józef Rabiega (1914–1971), empregado em fábricas de processamento de batata. Em 2016, uma rua em Namysłów recebeu seu nome e, um ano depois, um pedestal com uma placa comemorativa foi colocado no portão “Ziemniaczanki”.
Em 22 de janeiro de 1945, a cidade foi ocupada pelo Exército Vermelho após breves combates (a data de 21 de janeiro é incorretamente dominante na historiografia local). Às 12h15, Namysłów foi capturada pela 214.ª Divisão de Rifles, que fazia parte do 78.º Corpo de Fuzileiros, que por sua vez fazia parte do 52.º Exército.

### Polônia do Povo
Em 3 de março de 1945, o primeiro grupo de ferroviários poloneses chegou a Namysłów. Em 30 de maio, a cidade foi assumida pela administração polonesa, pelo Plenipotenciário do Governo da República da Polônia para o Distrito n.º 9, Tomasz Nowacki (1897–1946), que havia chegado em 30 de abril. Em 1 de setembro, o político do PPS Bolesław Obrebski (1898–1953) se tornou o primeiro prefeito de Namysłów no pós-guerra, que ocupou seu cargo até dezembro de 1948. Em 31 de dezembro de 1945, o starosta de Nowacki foi baleado na área da eclusa de Widawa (área das ruas Parkowa e Maria Konopnicka) por “perpetradores desconhecidos em uniformes soviéticos”, como resultado do qual ele morreu em 3 de janeiro de 1946. O tenente Czesław Wajs (1912–1945) que acompanhava o starosta foi morto no local.
Em 17 de novembro de 1947, a reunião de fundação da Towarzystwa Burs i Stypendiów foi realizada em Namysłów, e Aleksander Pankiewicz - presidente do Concelho Nacional do Condado — foi eleito seu presidente. Em 1949, o TBS já contava com 129 membros.
Em 26 de maio de 1959, foi criada a Koło Miłośników Ziemi Namysłowskiej, na época a primeira associação desse tipo na região de Opole. Em 1959, a associação mudou seu nome para Sociedade dos Amantes da Terra de Namysłów. Graças aos esforços dos ativistas, o Museu da Terra de Namysłów foi criado em 21 de janeiro de 1960, localizado em três corredores da prefeitura. Em 23 de fevereiro de 1973, o Museu da Região de Namysłów mudou-se para um novo local, localizado no castelo. O museu funcionou até a virada de 1998/1999. A Sociedade dos Entusiastas da Terra de Namysłów funcionou até 2005, após o que foi suspensa.
Em 23 de junho de 1976, a Zakłady Elektrotechniki Motoryzacyjna em Namysłów iniciou uma greve, cujo objetivo era, além de protestar contra o aumento dos preços, desligar-se da ZEM Świdnica e trazer um novo parque de máquinas.

### Terceira República
Após as primeiras eleições para o governo local na Polônia, após sua restauração em 1990, Adam Maciąg tornou-se o prefeito da cidade. Ele ocupou este cargo por dois mandatos, de 18 de junho de 1990 a 3 de novembro de 1998. Os sucessores de Maciąg foram: Krzysztof Kuchczyński (3 de novembro de 1998 − 5 de dezembro de 2014), Julian Kruszyński (5 de dezembro de 2014 − 22 de novembro de 2018), Bartłomiej Stawiarski (22 de novembro de 2018 a 7 de maio de 2024) e o atual ocupante do cargo, Jacek Fior (desde 7 de maio de 2024).
Como parte da reforma administrativa na Polônia em 1999, Namysłów tornou-se novamente a sede do condado de Namysłów. O antigo armazém de grãos reconstruído na praça Wolności tornou-se a sede da comuna.

### Organizações não governamentais
Em 18 de setembro de 2014, foi criada a Sociedade dos Amigos e da Terra de Namysłów. Em 2019, após vários anos de suspensão da atividade, a Sociedade dos Amigos e da Terra de Namysłów foi reativada (a reentrada no registro de associações foi feita em 28 de novembro de 2019).

## Demografia
Conforme os dados do Escritório Central de Estatística da Polônia (GUS) de 31 de dezembro de 2024, Namysłów é uma cidade pequena com uma população de 16 776 habitantes (8.º lugar na voivodia de Opole e 255.º na Polônia), tem uma área de 22,6 km² (8.º lugar na voivodia de Opole e 260.º lugar na Polônia) e uma densidade populacional de 742 hab./km² (13.º lugar na voivodia de Opole e 436.º lugar na Polônia). Nos anos 2002-2024, o número de habitantes aumentou 0,2%.
Os habitantes de Namysłów constituem cerca de 40,01% da população do condado de Namysłów, constituindo 1,80% da população da voivodia de Opole.
| Descrição                         | Total      | Total    | Mulheres   | Mulheres | Homens     | Homens   |
| --------------------------------- | ---------- | -------- | ---------- | -------- | ---------- | -------- |
| unidade                           | habitantes | %        | habitantes | %        | habitantes | %        |
| população                         | 16 776     | 100      | 8 825      | 52,6     | 7 951      | 47,4     |
| superfície                        | 22,6 km²   | 22,6 km² | 22,6 km²   | 22,6 km² | 22,6 km²   | 22,6 km² |
| densidade populacional (hab./km²) | 742        | 742      | 390,3      | 390,3    | 351,7      | 351,7    |

## Monumentos históricos

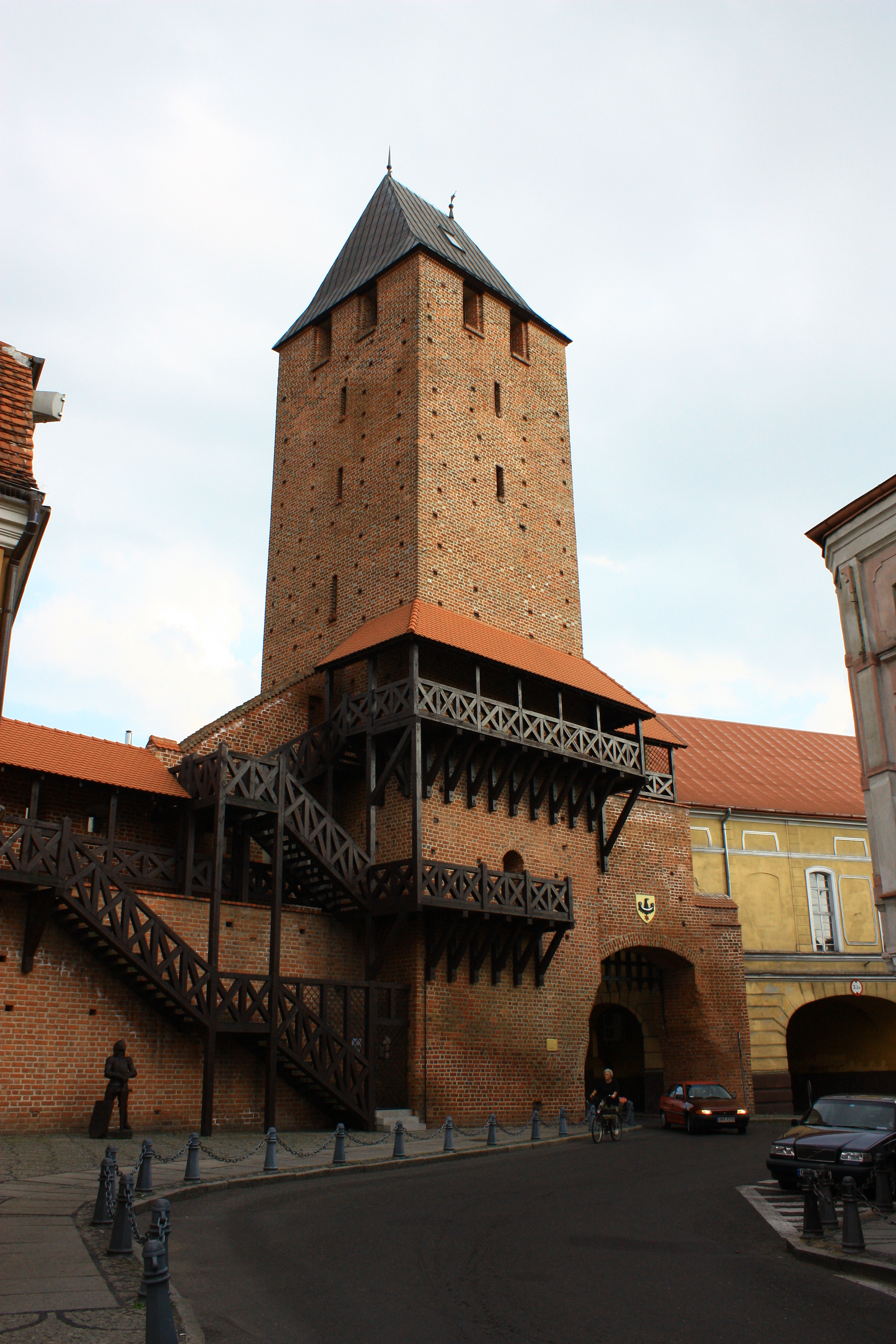
Portão Cracóvia do século XIV

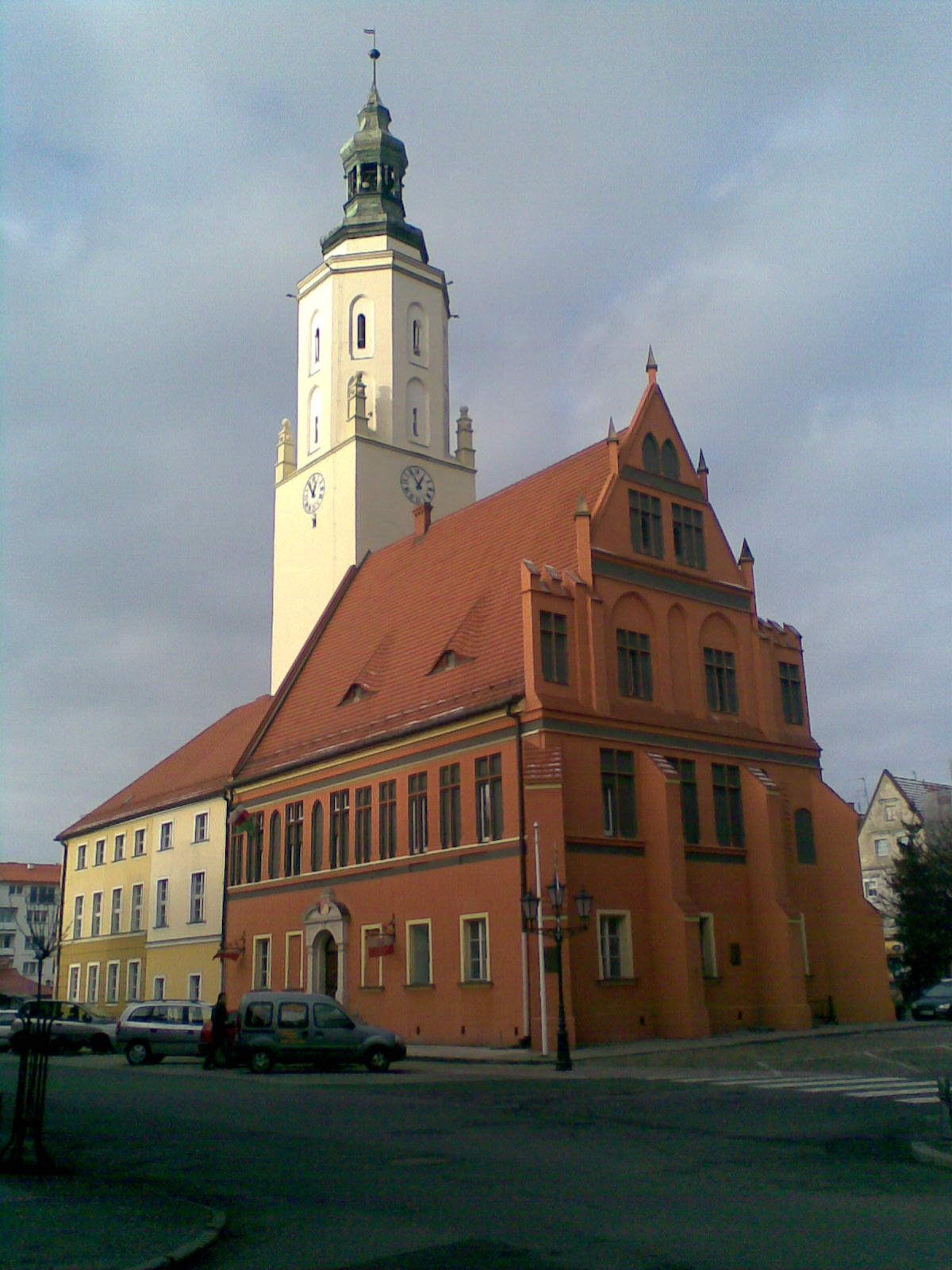
Edifício da prefeitura do século XIV

Estão inscritos no registro provincial de monumentos:
- Disposição urbana;
- Igreja paroquial de São Pedro e São Paulo, rua Kościelna 1, gótico tardio dos anos 1405–1441 — século XV, século XVI. Uma cerca com um portão de 1713 e uma estátua de São João Nepomuceno, de 1730;
- Igreja da Imaculada Conceição da Bem-Aventurada Virgem Maria,[44] rua Staromiejska, séculos XV/XVI;
- Complexo do mosteiro franciscano, praça Cardeal Wyszyński 2, dos séculos XIV a XVIII: a igreja gótica de São Francisco e São Pedro do século XIV, mosteiro, hoje presbitério;
- Capela da Santíssima Trindade (antiga capela do cemitério), rua Oleśnicka 11, dos anos 1708–1709;
- Parque norte, a partir da metade do século XIX;
- Castelo ducal, do século XIV, séculos XVI e XIX: poço no pátio do castelo, por volta de 1600;
- Muralhas defensivas, ruína de 1350–1415, século XVII, século XIX: torre, rua Kościelna 10, a muralha, rua Forteczna 4, muralha e duas torres (noroeste), muralha e três torres, rua Wojska Polskiego, uma muralha e duas torres (sudoeste), uma muralha e uma torre (nordeste), uma muralha (noroeste), uma muralha (norte);
- O Portão de Cracóvia, erguido a partir de 1350 − século XIV, século XIX;
- Prefeitura de 1374–1377, séculos XV a XIX, com uma torre de 57 metros de 1381 a 1389;
- Complexo hospitalar da cidade, rua Oleśnicka 10, de 1911–1912: edifício mortuário com capela, pavilhão para enfermaria infantil, edifício residencial e oficina; gazebo de madeira; armazém, vedação com portão, parque;
- Prédio residencial, rua Bolesław Chrobrego 6;
- Casa “Mayistrzówka”, rua Krakowska 17, do século XVIII, de meados do século XIX;
- Hotel “Polonia”, rua Obroncow Pokoju 28, 1848;
- Moradias geminadas na praça principal 3, 4, 5, 6, 24 (d. 27), do século XVI, século XVIII, século XIX;
- Prédio residencial na praça principal 12, do final do século XIX;
- Moradias geminadas, rua Staszica 4, 6, do século XVI, século XVIII, século XIX;
- Câmara Regional, ex-escola evangélica, rua Szkolna 2, parede em enxaimel, de 1792–1793;
- Complexo de cervejaria, rua Bolesław Chrobrego 26, de 1870–1910: uma antiga casa de malte com uma cervejaria e uma sala de secagem, uma nova casa de malte com salas de secagem, uma sala de armazenamento e fermentação, uma casa de máquinas e um armazém de barricas, um complexo de edifícios auxiliares, um armazém de cevada armazém na rua Kolejowa 18;
- Câmara de Tecnologia de Moagem, antiga fábrica da cidade, rua Piastowska 12, século XIX/XX.

Outros monumentos:
- Fonte neo-renascentista (por 1914);
- Antiga sinagoga (1856, agora um ginásio);
- Cemitério judeu (usado nos anos de 1794 a 1938).

## Economia

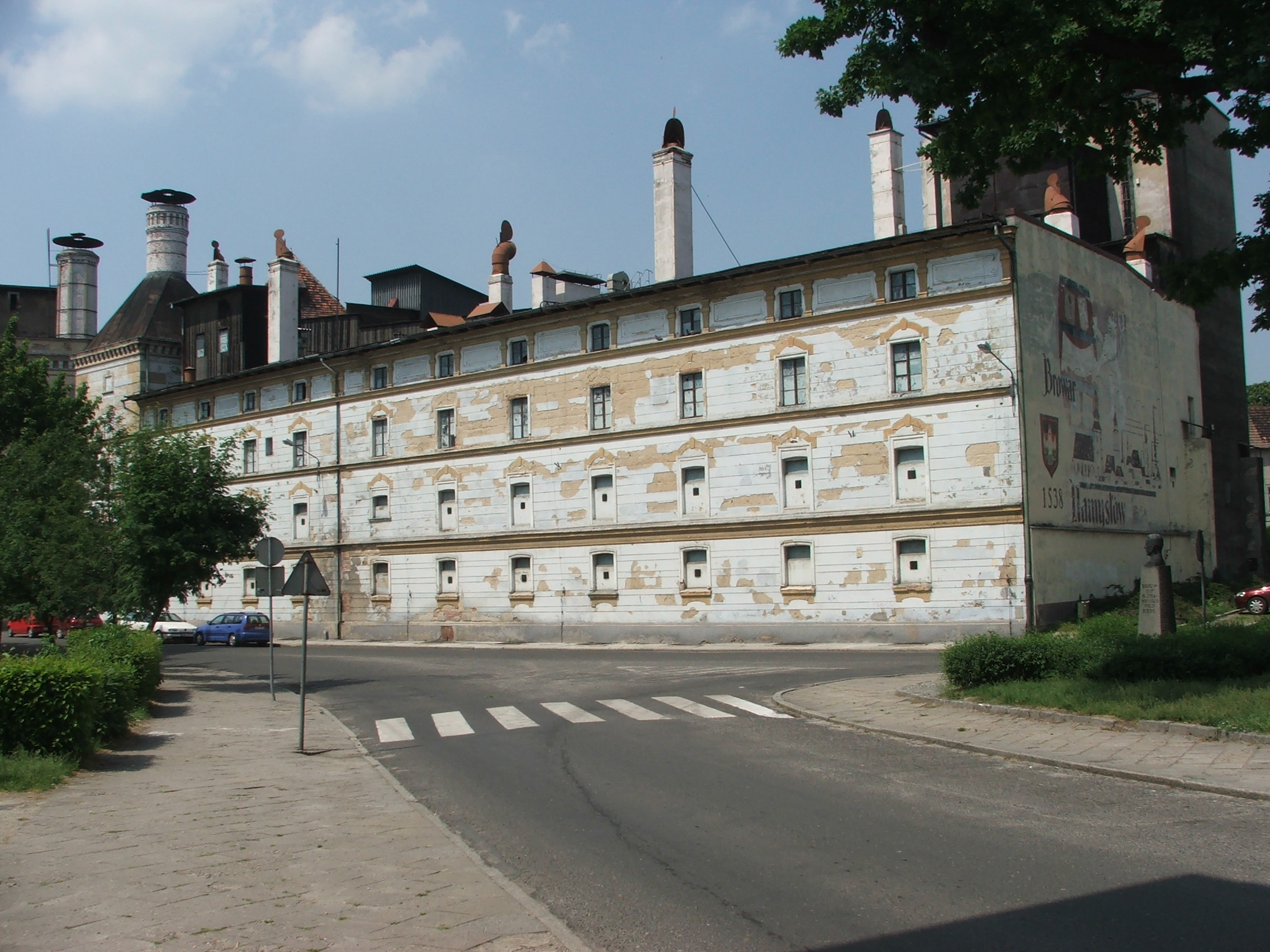
Cervejaria em Namysłów - prédio da antiga Casa do malte

A indústria alimentícia (fábricas de processamento de batatas, de produto Nestlé), bem como a indústria da cerveja (Cervejaria Namysłów) e a engenharia elétrica (Diehl Controls, anteriormente também ZEM), as indústrias de metal e calçado desenvolveram-se na cidade. A fábrica de janelas Velux também opera em Namysłów há mais de doze anos.
Em 2019, a taxa de desemprego em Namysłów era de 7,8%. O salário bruto mensal médio em Namysłów era de 4.176,14 PLN.
25,8% dos habitantes economicamente ativos de Namysłów trabalham no setor agrícola (agricultura, silvicultura, pesca e mineração), 34,7% no setor industrial (indústria de processamento e construção) e 10,5% no setor de serviços (comércio, reparação de veículos, transportes, hotelaria e gastronomia, informação e comunicação) e 2,2% trabalham no setor financeiro (atividades financeiras e de seguros, mercado imobiliário).
A Subzona da Zona Econômica Especial de Wałbrzych está localizada em Namysłów.

## Transportes

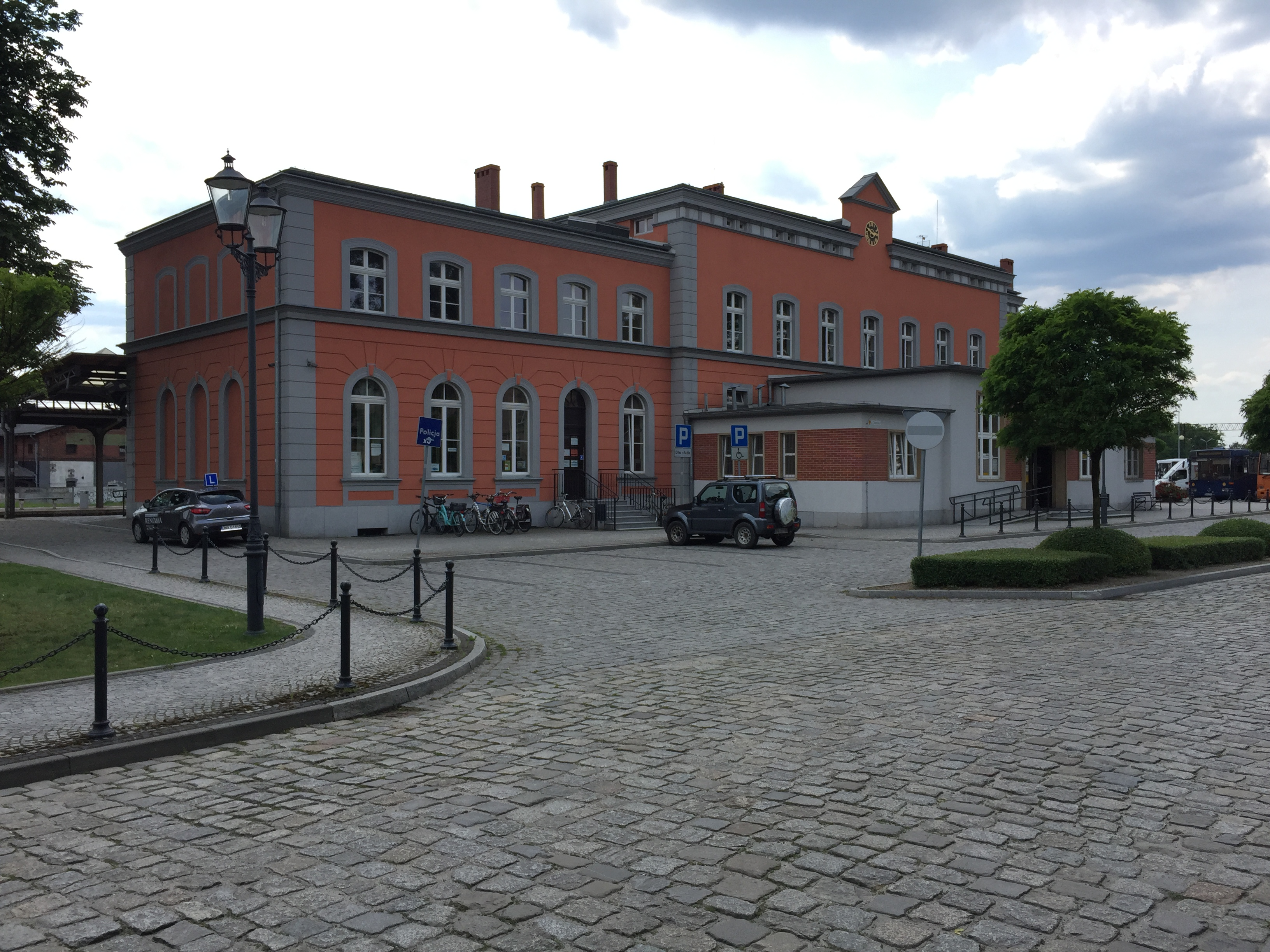
Estação ferroviária em Namysłów

### Transporte rodoviário
As seguintes estradas nacionais passam por Namysłów:
- Łagiewniki — Strzelin — Biedrzychów — Owczary — Brzeg — Namysłów — Kępno
- Namysłów — Kluczbork — Praszka — Radomsko — Starachowice

A rede é complementada por estradas da voivodia:
- Oleśnica — Namysłów
- Opole — Namysłów

### Transporte ferroviário
Há uma estação de trem na cidade conectada à rodoviária. Os trens para Oleśnica e Breslávia, bem como para Kluczbork, Lubliniec e Częstochowa partem atualmente da estação ferroviária de Namysłów.

### Transporte público
Em 2018, o transporte público funcionou temporariamente. As linhas vermelha, verde e azul partiam da rodoviária. O transporte de ônibus é fornecido pela PKS Opole e pela transportadora privada LUZ.

## Educação
Namysłów é um centro educacional regional que atrai estudantes de todo o condado, bem como das áreas próximas das voivodias da Grande Polônia (Rychtal), Baixa Silésia (Bierutów) e condado de Kluczbork (Wołczyn).
| Creches e jardins de infância - Creche, rua Kolejowa 5B - Creche e Jardim de Infância "Elementarz Przyjazny Rodzinie", rua Braterska 7 - Jardim de Infância n.º 1, rua Partyzantów 2 - Jardim de Infância n.º 3, rua Partyzantów 3 - Jardim de Infância n.º 4, rua Reymonta 5B - Jardim de Infância n.º 5, rua Słoneczna 1 - Jardim de infância de integração, rua Parkowa 3 Escolas primárias - Escola primária n.º 1 Szare Szeregi, rua 3 Maja 21 - Escola primária n.º 2 Maria Skłodowska-Curie com filiais bilíngues, rua Reymonta 5 - Escola primária n.º 3 Bolesław Prus, rua Łączańska 1 - Escola primária n.º 4 Władysław Reymont com departamentos de integração, rua Reymonta 56 - Escola primária n.º 5 Jan Paweł II, rua Pułaskiego 22 Outras - Escola Estatal de Música de Primeiro Grau Andrzej Kurylewicz, rua Piłsudskiego 11 - Centro Educativo Juvenil da Sociedade de Intervenções Sociais, rua Piastowska 8 - Corpo de Trabalho Ambiental, rua Pułaskiego 3B |  | Escolas secundárias - I Escola de Ensino Médio Jarosław Iwaszkiewicz, rua Mickiewicza 12 - Complexo de Escolas Mecânicas Żołnierzy Września 1939, rua Pułaskiego 10 - Complexo Escola Agrícola Tadeusz Kościuszko, rua Pułaskiego 3 - Centro Agrícola para Educação Continuada, rua Pułaskiego 3C Complexo de Escolas Especiais Adam Mickiewicz, rua Staszica 8 - Escola Primária Especial - Escola Secundária Especial - Escola Profissional Básica Especial |

## Cultura
- Centro Cultural de Namysłów, praça Powstańców Śląskich 2
  - Biblioteca Pública em Namysłów Stanisław Wasylewski, rua Bohaterów Warszawy 5
  - Câmara Regional em Namysłów, rua Szkolna 2
  - Câmara de Tecnologia de Moagem, rua Piastowska 12
  - Centro Comunitário, rua Dworcowa 7
  - Grupo de Teatro “Bez Atu” (cancelado)

## Meios de comunicação após 1945
Durante a República Popular da Polônia, foram publicados: “Trybuna Namysłowska” — uma revista mensal do Comitê do Condado da Frente Nacional em Namysłów e “Anuário Estatístico do Condado de Namysłów”.

### Imprensa clandestina antes de 1989
- Observer Namysłowski, o periódico publicado clandestinamente, e então abertamente desde 1989.[67]

### Imprensa após 1989
Após a abertura democrática em 1989, surgiram vários periódicos:
- Gazeta Namysłowska. Revista do governo local
- Gazeta Ziemi Namysłowskiej
- GraVers. Niezależne Czasopismo Literackie
- Informator Wędkarski. Magazyn Namysłowskich Wędkarzy
- Kurier Namysłowski. Prywatny Miesięcznik Lokalny
- Namysłowianin. Bezpłatna Gazeta Lokalna
- Namysłowski Magazyn. Namysłowski Powiatowy Magazyn Samorządowy
- Nowiny Namysłowskie
- Wieści Namysłowskie
- Z Prawej Strony. Miesięcznik ziemi namysłowskiej
- Nasz Powiat Namysłowski − um guia de autogoverno publicado pelo Escritório Distrital em Namysłów.

As paróquias católicas locais têm seus próprios órgãos de imprensa:
- Caminhos Apostólicos. Namysłowskie Pismo Religijno - Pastoralerów - Paróquia dos Santos Apóstolos Pedro e Paulo.
- Paz e bem. São Francisco de Assis e São Pedro de Alcântara

Os alemães também publicam sua própria revista − ex-residentes de Namysłów, associados à associação Namslauer Heimatfreunde fundada em 19 de maio de 1956. Seu órgão de imprensa “Namslauer Heimatfruf” é publicado desde 1956.

## Religião

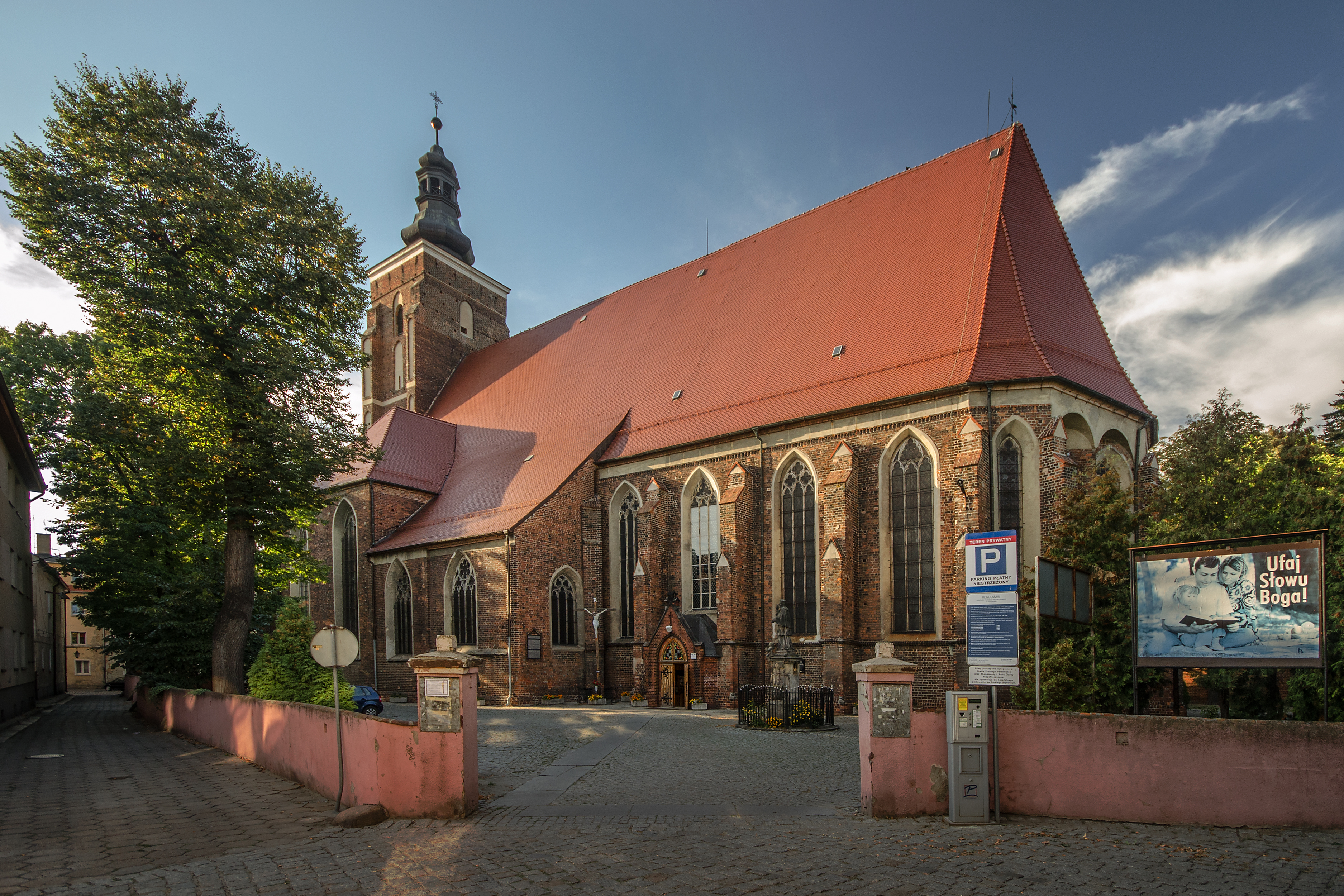
Igreja de São Pedro e São Paulo

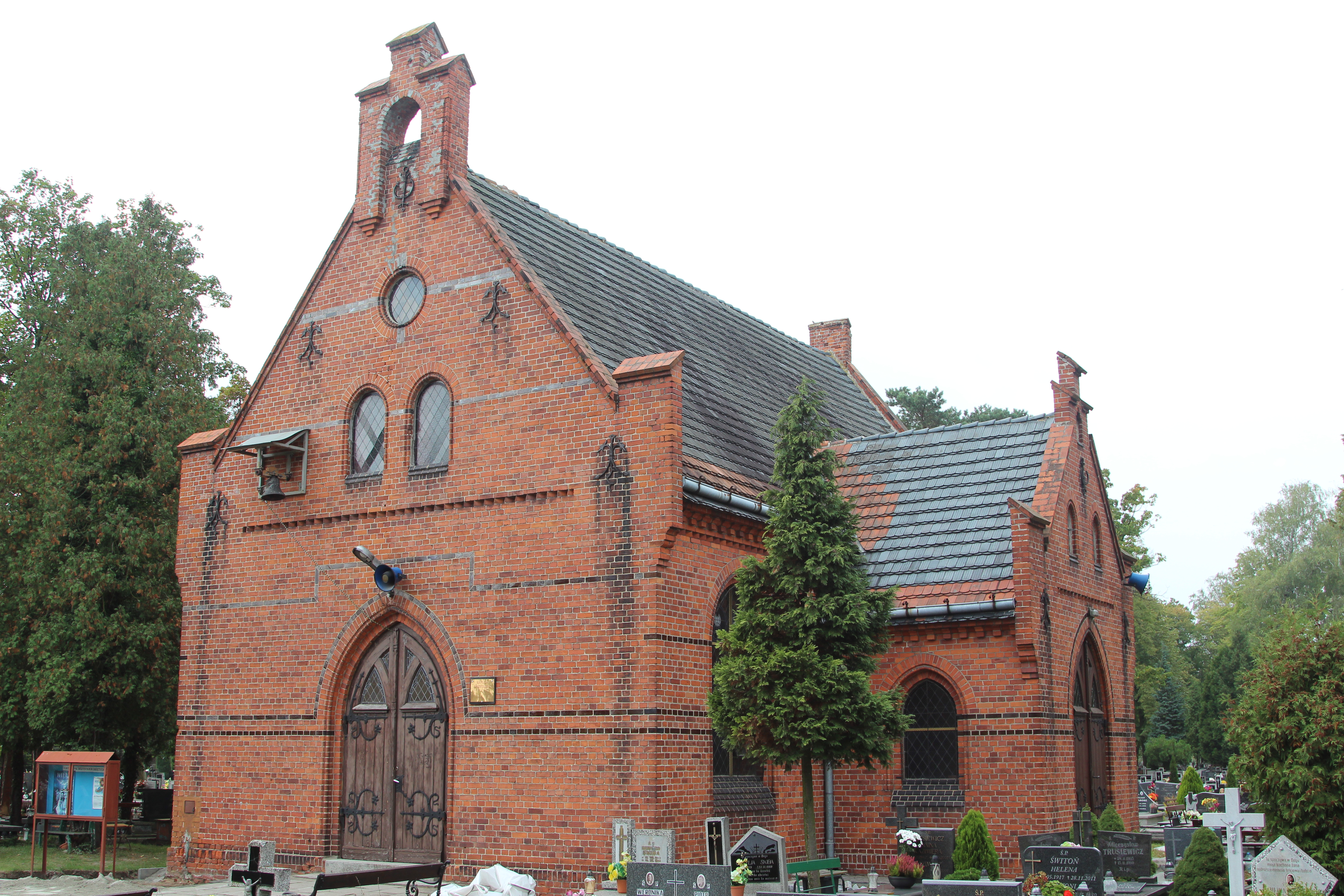
Capela do cemitério de Todos os Santos

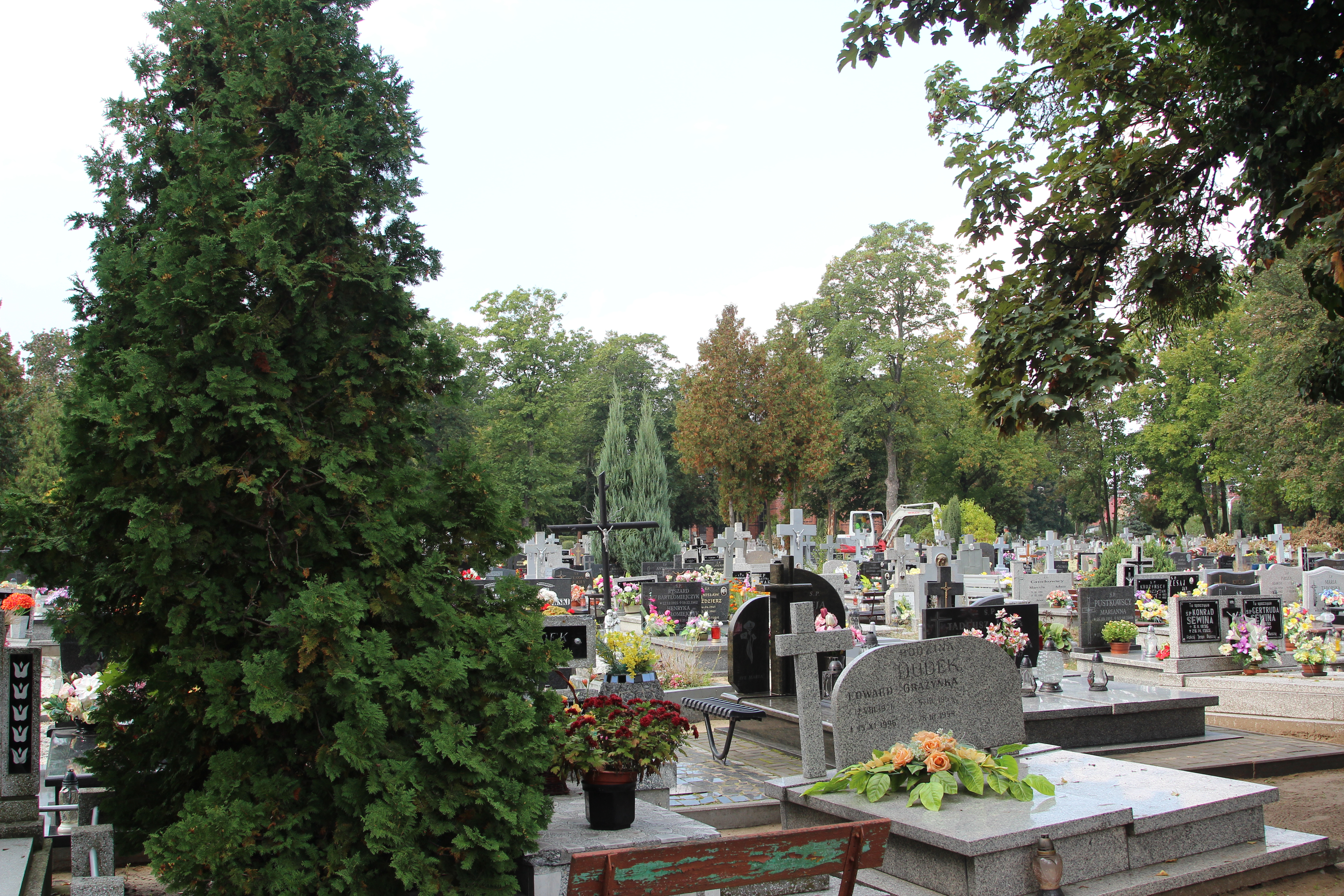
Cemitério municipal na rua Jana Pawła II 6

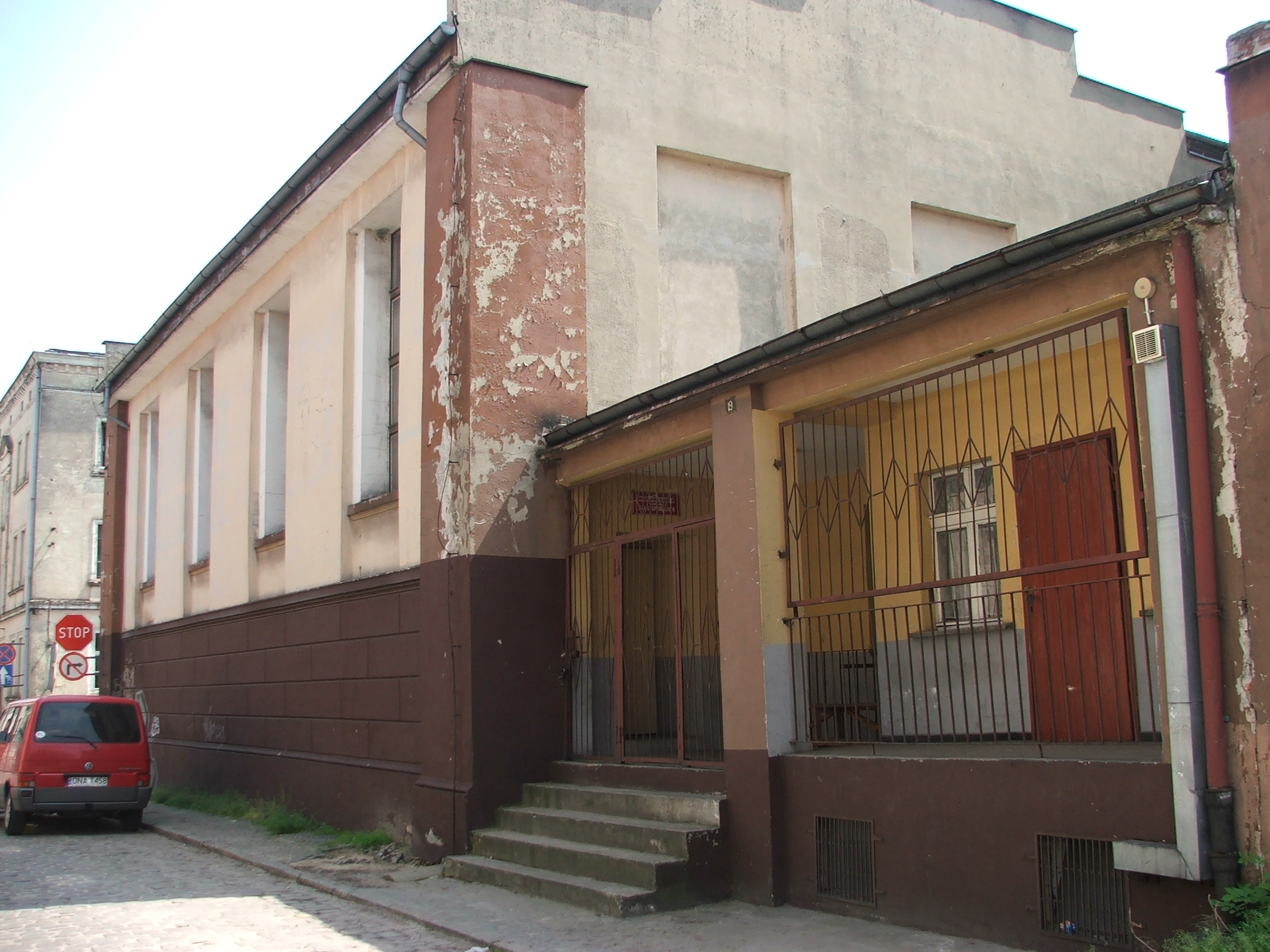
Antiga sinagoga (agora um ginásio de esportes, vista antes da reforma)

### Comunidades religiosas

#### Igreja Católica na Polônia
Forania Namysłów Leste
- Paróquia dos Santos Pedro e Paulo (rua Kościelna 3)
  - Igreja dos Santos Apóstolos Pedro e Paulo (rua Kościelna 1)
  - Igreja da Imaculada Conceição da Bem-Aventurada Virgem Maria (rua Staromiejska 29)
  - Capela do cemitério de Todos os Santos (rua Jana Pawła II 6)

Forania Namysłów Oeste
- Paróquia São Francisco de Assis e São Pedro de Alcântara (Praça Kardynała Wyszyńskiego 2)
  - Igreja de São Francisco de Assis e São Pedro de Alcântara (Praça Kardynała Wyszyńskiego 2)
  - Capela da Santíssima Trindade (rua Oleśnicka 11) — não usada

#### Igreja Evangélica de Augsburg na Polônia
Os fiéis pertencem à paróquia Evangélica-Augsburg em Pokoju, que faz parte da Diocese de Katowice.

#### Igreja Pentecostal na Polônia
Distrito Ocidental
- Igreja Canaã (rua Kraszewskiego 4)

#### Testemunhas de Jeová
- Igreja Namysłów — Norte (Salão do Reino, rua 1 Maja 17)
- Igreja Namysłów — Sul (Salão do Reino, rua 1 Maja 17)

### Cemitérios
- Cemitério municipal (rua Jana Pawła II 6)
- Cemitério municipal (rua Oławska 35-39)
- Antigo cemitério católico (rua Staromiejska 29)
- Antigo cemitério evangélico (rua Kraszewskiego 1)
- Antigo cemitério judeu (rua Łączańska 7)

### Edifícios sagrados inexistentes
- Sinagoga (agora um ginásio de esportes, rua Dubois 19), aberta nos anos de 1856–1938,
- Igreja evangélica de Santo André (praça prof. Leszek Kuberski), aberta em 1789–1947, demolida em 1962,
- Antiga igreja luterana (agora uma loja, rua Wały Jana III 2), aberta nos anos 1905–1945,
- Igreja do Salvador, demolida em 1647,
- Capela de Santa Bárbara, demolida em 1647,
- Igreja do Espírito Santo e São Jorge, do século XVIII, incendiada em 1619, reconstruída provisoriamente como celeiro e demolida na década de 1880.

## Natureza
Namysłów é a sede da Inspetoria Florestal de Namysłów fundada em 1945, cuja área se estende até os condados de Namysłów e Kluczbork. A sede da Inspetoria Florestal está localizada na rua Maria Skłodowskiej-Curie, no edifício colocado em uso em 2016.

## Política
A cidade é sede da comuna urbano-rural de Namysłów. O órgão executivo é o prefeito. Nas eleições locais de 2018, Bartłomiej Stawiarski foi eleito para o cargo, ele foi empossado em 22 de novembro de 2018. A sede das autoridades é a Câmara Municipal na rua Stanisława Dubois 3. Na cidade, na praça Wolności 12a, fica o Conselho do Condado de Namysłów.